# Nordre Tyrifjorden vådmarkssystem
60°07′1″N 10°12′3″Ø / 60.11694°N 10.20083°Ø 
Nordre Tyrifjorden vådmarkssystem (int. vådområde nr. 3NO015, ramsarområde nr. 802/15) er et ramsarområde som blev udpeget den 19. marts 1996 og ligger i  Ringerike (i Hole og Ringerike kommuner).
Området består af fem separate beskytteded områder som ligger indenfor Steinsfjorden og Nordfjorden i Tyrifjorden, samt bække og elve som løber ud i disse indlandsfjordarmene. I et noget udvidet begreb medregnes også Begnavassdraget op til Hallingby i Ringerike. 

## Generelt
Ramsarområdet består af et indlandsdeltaområde som omfatter meandersøerne Lamyra, Synneren og Juveren i nedre del af Storelva, samt Averøya naturreservat (deltaet ved Storelvas udløb til Nordfjorden) og Karlsrudtangen naturreservat (floddeltaet ved Sognas udløb til Nordfjorden). Disse fem naturreservater udgør de et areal på cirka 323 hektar.
Nordre Tyrifjorden våtmarkssystem har en rig flora, men den  består af relativt få sjældne arter. Det indeholder mange damme, sumpskov og rigkær. Tyrifjorden regnes i sig selv som en moderat næringsrig indlandsfjord. Der var i 2005 registreret 235 forskellige fuglearter i forbindelse med området.
I Tyrifjorden findes bestande af 15 fiskearter, blandt andet en stor ørredbestand (Salmo trutta lacustris) som gyder i Randselva. Karlsrudtangen og nedre del av Sogna er dessuden vigtig som gydeområde for smelt (Osmerus eperlanus) og gedde (Esox lucius). Der er desuden påvist en række sjældne og rødlistede (norsk rødliste (no))  planter, svampe (knyttet til skovmiljøer), moser, kransalger og amfibier i tilknytning til de fem reservater.
Næst efter Nordre Øyeren vådmarkssystem er Nordre Tyrifjord-området det vigtigste indlandsområdet for træk- og overvintrende vade- og svømmefugle i Norge. Det regnes blandt andet som et af de vigtigste områder for rastende og overvintrende ænder og svaner. Desuden er det et vigtigt yngleområde om sommeren, blandt andet for spurvefugle.
Nordre Tyrifjorden vådmarkssystem ligger i et område som har fastlandsklima, med relativt varme somre og kolde vintre. Den årlige nedbør er omkring 600 mm. Soknavassdraget (ca. 640 km²) og Begnavassdraget (ca. 8 000 km²) afvander omkring 8.600 km² ovenfor Tyrifjorden.

## Fauna
Ud over  flere sjældne og truede arter er en række andre arter registreret i det området som udgør Nordre Tyrifjorden vådmarkssystem. Blandt andet er alle arter af spætter som er registreret i Norge også registreret ved Averøya naturreservat.

### Fugle
Nordre Tyrifjorden (specielt Nordfjorden/Karlsrudtangen) er en vigtig raste- og hvileplads under forårstrækket, specielt for Svalbardbestanden af Kortnæbbet gås (Anser brachyrhynchus). Som regel er der registreret op mot 4.500 kortnæbbede gæs i området i april. Totalt trækker 25.000-30.000 gæs gennem dette området i forårstrækket, samt også storskarv.
Reservaterne er også raste- og overvintringsområde for flere nationalt sjældne arter og rødlistearter. Op mod 400 sangsvaner (Cygnus cygnus) er registreret der, indtil  isen lægger sig i efteråret, og næsten lige så mange om foråret. Der er også registreret  toppet lappedykker (Podiceps cristatus, som yngler der), sædgås (Anser fabalis), sortand (Melanitta nigra), lille skallesluger (Mergus albellus), trane (Grus grus), spidsand (Anas acuta), skeand (Anas clypeata) og blå kærhøg (Circus cyanus) der. Ud over toppet lappedykker yngler nogen gange også atlingand (Anas querquedula), blishøne (Fulica atra), lille præstekrave (Charadrius dubius), fjordterne (Sterna hirundo) og lille flagspætte (Dendrocopos minor) der, samt formentlig også plettet rørvagtel (Porzana porzana) og vandrikse (Rallus aquaticus) når forholdene er gunstige. 
Knopsvane (Cygnus olor) er en karakterart for området gennem hele året, og flere par yngler i og omkring søerne. Mange overvintrer desuden på grunde isfrie strækninger af elven. Der er desuden registreret at flere par fiskeørne (Pandion haliaetus) bruger området til jagt, samtidig med lærkefalk (Falco subbuteo) og rørhøg (Circus aeruginosus) jævnlig registreres i området i yngletiden.

### Amfibier
Af truede padder findes lille salamander (Triturus vulgaris) og spidssnudet frø (Rana arvalis).

### Fisk
Af truede fiskearter findes der to stammer af ørreder (Salmo trutta lacustris) i Tyrifjorden. En som vandrer op i Storelva via deltaområdet ved Averøya til gydepladserne i Randselva, og en som gyder i øvre del af Drammenselva. Smelt (Osmerus eperlanus) gyder desuden ved Karlsrudtangen og i nedre del af Sogna. 

### Krebsdyr
Nordre Tyrifjorden (spesielt Karlsrudtangen og langs vestsiden af Nordfjorden) har en sparsom bestand af rødlistearten flodkrebs (Astacus astacus).

## Flora
Mudderbankerne og lavvandsområderne både i Tyrifjorden og i meandersøerne har godt udviklede vandplantesamfund, med flere sjældne og truede arter. Der findes fortsat korsarve (Crassula aquatica)  ved Karlsrudtangen, på Averøya og i Synneren, og bækarve (Elatine triandra) og vandpeberbækarve (Elatine hydropiper) i Synneren, mens vandportulak (Lythrum portula) og Høstvandstjerne (Callitriche autumnalis) som fandtes i Juveren tidligere, formentlig nu er gået tabt da lokaliteterne er groet til. I Lamyra vokser Nikkende brøndsel (Bidens cernua), stiv star (Carex elata), huldrestar (C. heleonantes), butfinnet mangeløv (Dryopteris cristata), kærbregne (Thelypteris palustris), kranstusindblad (Myriophyllum verticilliatum), glinsende vandaks (Potamogeton lucens), Kærfladstjerne (Stellaris palustris), fin kæruld (Eriphorum gracile), enbladet hjertelæbe (Malaxis monophyllos) og Slank blærerod (Urticularia australis). Der vokser desuden en  glanstråd art (Nitella confervacea) ved Juveren, nikkende brøndsel  (Bidens cernua) ved Juveren og Karlsrudtangen, og rank viol (Viola persicifolia) ved Juveren og Averøya. Tidligere er der også påvist græsarten Hierochloë hirta ved Onsakervika (Sandtangen) på Røyse.
I Juveren findes også truede mosarter, blandt andet kochs pytmos (Amblystegium humile). I Lamyra er der tidligere gjort fund af blank seglmos  (Hamatocaulis vernicosus). Der er desuden fundet truede svampe i grå-elskoven  ved fire af reservaterne, blandt andet tyndbladet vokshat (Camarophyllopsis schulzeri).

## Planer
Efter et besøg i området i 2014 afRamsarkonvensionens generalsekretær Christopher Briggs, sendte denne et brev  til Miljødirektoratet med titlen «Potential ecological change at Ramsar Site 802 Nordre Tyrifjord». I brevet blev det foreslået at Miljødirektoratet sørger for en RAM – «Ramsar Advisory Mission» – i Tyrifjorden-området.  Den deraf følgende rapport udkom i juli 2015 med en række anbefalinger.